# Melini
Melini (gr. Μελίνη) – wieś w Republice Cypryjskiej, w dystrykcie Larnaka. W 2011 roku liczyła 59 mieszkańców.